# Kazonok

Culluh maje a Kazon-Nistrimből

A kazonok a Star Trek-univerzumban egy Delta kvadráns-beli harcos faj. Technológiai fejlettségük a 24. században nem éri el a Bolygók Egyesült Föderációjáét, ekkor kb. azon a szinten járnak, mint a Föld a 22. században, mint azt a Star Trek: Enterprise-ból megtudhatjuk. A Csillagflotta hajói közül a Voyager veszi fel elsőként a kapcsolatot velük, miközben hazafelé tart a Delta kvadránsból.
A kazonok humanoid faj, legalább két rasszuk ismert, a gyakoribbra a rézszínű, a ritkábbra a barna bőr jellemző. Homlokukon egyedi csontkinövések láthatóak, barna vagy fekete hajuk nem szálanként, hanem nagy csomókban nő. Vad, harcias faj. 
Kb. 2346-ig a technológiailag fejlettebb tráb faj rabszolgái voltak, de egyesülve fellázadtak, elvették hajóikat és technológiájukat, elüldözték őket és elfoglalták a területüket. Ezután különböző, egymással harcoló csoportokra estek szét, s emiatt nem tudtak jelentős hatalommá válni. A fontosabb csoportok:
- Halik
- Ogla
- Oglamar
- Relora
- Nistrim
- Mostral
- Hobii
- Pommar
- Sari

A két leghatalmasabb csoport az Ogla és a Relora, övék a legnagyobb haderő és a legtöbb hajó. A Nistrim egykor nagy hatalmú, befolyásos csoport volt, de 2372-re hatalmukból annyit veszítettek, hogy hajójuk is már csak kevesebb mint 6 maradt. A USS Voyager a Sari csoporttal egyszer sem találkozott.
A kazon faj nagy szerepet játszik a Voyager sorozat első két évadjában. A második évad végén, 2372-ben a Nistrim csoport egy időre elfoglaja a Voyagert a kardassziai kém, Seska segítségével, de Tom Paris és néhány talaxiai visszaszerzi. A kazonok ezután nem találkoznak többé a Voyagerrel. A negyedik évad elején Kes több mint 10,000 fényévvel közelebb viszi a Voyagert az Alfa kvadránshoz, ezzel kívül kerülnek a kazonok területén.
Neelix egyszer megemlíti a kazonokat Hét Kilencednek, akinek eszébe jut, hogy a Borg egyszer rátalált egy kazon kolóniára, de nem tartotta asszimilálásra érdemesnek őket. Lehetséges, hogy ezt a Voyager sorozat készítői viccként írták a forgatókönyvbe, arra utalva, hogy a rajongók többsége nem reagált pozitívan a kazon történetszálra.
A kazonok hajói, melyeket a technológiával együtt a tráboktól vettek el, többfélék, a hatalmas hadihajóktól (melyek a Domíniuméinál és a romulán D’Deridex hajóknál is nagyobbak) egészen a kisebb űrsiklókig mindenféle akad köztük. Bár technológiájuk kevésbé fejlett, mint a Voyageré, túlerejük miatt nagy veszélyt jelentenek egy kis, magányos föderációs hajóra.
A kazonok a borg elnevezés szerint a 329-es faj.